# Richard Serra
Pour les articles homonymes, voir Serra.
Richard Serra, né le 2 novembre 1938 à San Francisco (Californie) et mort le 26 mars 2024 à Orient (New York), est un artiste plasticien multidisciplinaire américain en art contemporain.
Il est rattaché au minimalisme et est connu pour ses sculptures en métal. Il a également réalisé des films. Il vivait et travaillait à New York (États-Unis) et en Nouvelle-Écosse (Canada).

## Biographie
Richard Serra naît en 1938 à San Francisco, aux États-Unis, d'un père espagnol de Majorque et d'une mère 	
ukrainienne d'Odessa. Après des études de lettres, il étudie les Beaux-Arts à l'université Yale entre 1961 et 1964. Il se marie avec l’artiste peintre et sculptrice Nancy Graves dont il divorce en 1970. Pour financer ses études d'arts plastiques, il travaille dans une aciérie, ce qui aura une grande importance dans ses travaux futurs, tout comme le fait que son père ait travaillé sur des chantiers navals.

De même, un séjour à Paris en 1965, où il travaille à l'Académie de la Grande Chaumière, lui permet de découvrir et d'admirer l'œuvre de Constantin Brancusi : 

« C'est là que s'est produit mon passage vers la sculpture . »

 Il expose pour la première fois à Rome en 1966 et chez Leo Castelli à New-York en 1969. Il retourne à New York fin 1966, où il vit et travaille depuis lors.
Âgé de 85 ans, Richard Serra meurt chez lui à Orient (New York), le 26 mars 2024, des suites d'une pneumonie.

## L'œuvre
Les premières œuvres réalisées par Richard Serra — des projections de plomb fondu sur les murs — sont directement influencées par l'expressionnisme abstrait. Mais très vite, il se tourne vers le minimalisme et des œuvres plus ambitieuses. Il réalise alors d'imposantes sculptures en acier Corten avec de grandes plaques posées en équilibre sur le sol. Il met en scène ces lourdes plaques comme une épreuve de force dramatique imposée au fer, à l’acier, au plomb, et transpose ainsi en qualités plastiques le poids, les masses, la pesanteur et leur développement vers l'orientation, le déroulement, l'horizon. Il utilise alors une nuance d'acier résistant aux intempéries, le DIWETEN 235 qui, — par un ajout de cuivre dans sa composition — vient former à la surface de la tôle une sorte de patine. Les tôles sont laminées et la surface de la tôle doit rester libre de tout marquage, poinçonnage ou traces de graisse, afin de conserver l'aspect le plus brut possible. Il n'y a après formage/fabrication de la pièce aucune intervention sur la surface : c'est avec le temps et le contact avec l'air que le matériau doit se patiner.[réf. souhaitée]
Les sculptures permettent une vision nouvelle d'un lieu et d'un espace. Elles participent à un subtil dialogue avec leur environnement. Les jeux d'équilibre, le poids de l'acier et la hauteur des plaques créent pour le spectateur — qui peut souvent circuler entre celles-ci — un sentiment d'insécurité et de petitesse, nuancé par la beauté de la couleur de la rouille ou les perspectives offertes par les lignes courbes, élancées et pures des plaques en équilibre avec leur environnement. Le côté instable des montages est parfois amplifié par la matière utilisée dans certaines œuvres : le plomb, destiné, tôt ou tard, à s'affaisser. Ainsi, il réalise One Ton Drop (house of cards), en 1969, faite de quatre plaques de plomb en équilibre à la manière d'un château de cartes.
Richard Serra travaille également sur le cube. Sollicité au monastère royal de Brou à Bourg-en-Bresse, il préfère — pour ne pas rivaliser avec « l'objet parfait » que constitue l'église — s'inscrire dans un intérieur-extérieur, un des cloîtres du monastère. Écho des tombeaux du couple princier à l'origine du lieu, deux blocs d'acier Corten incitent le visiteur à renouer avec la « déambulation spirituelle ».
Octagon for Saint Eloi, octogone posé sur la place de l'église de Chagny (Saône-et-Loire), est un autre exemple de son travail, hommage à saint Eloi, dédicataire de l'église et patron des forgerons. En effet, ses formes simples répondent à la simplicité de l'architecture et à la « sobriété cistercienne » de l'église, tandis que la couleur rouille de l'acier répond aux briques des toits de la place.

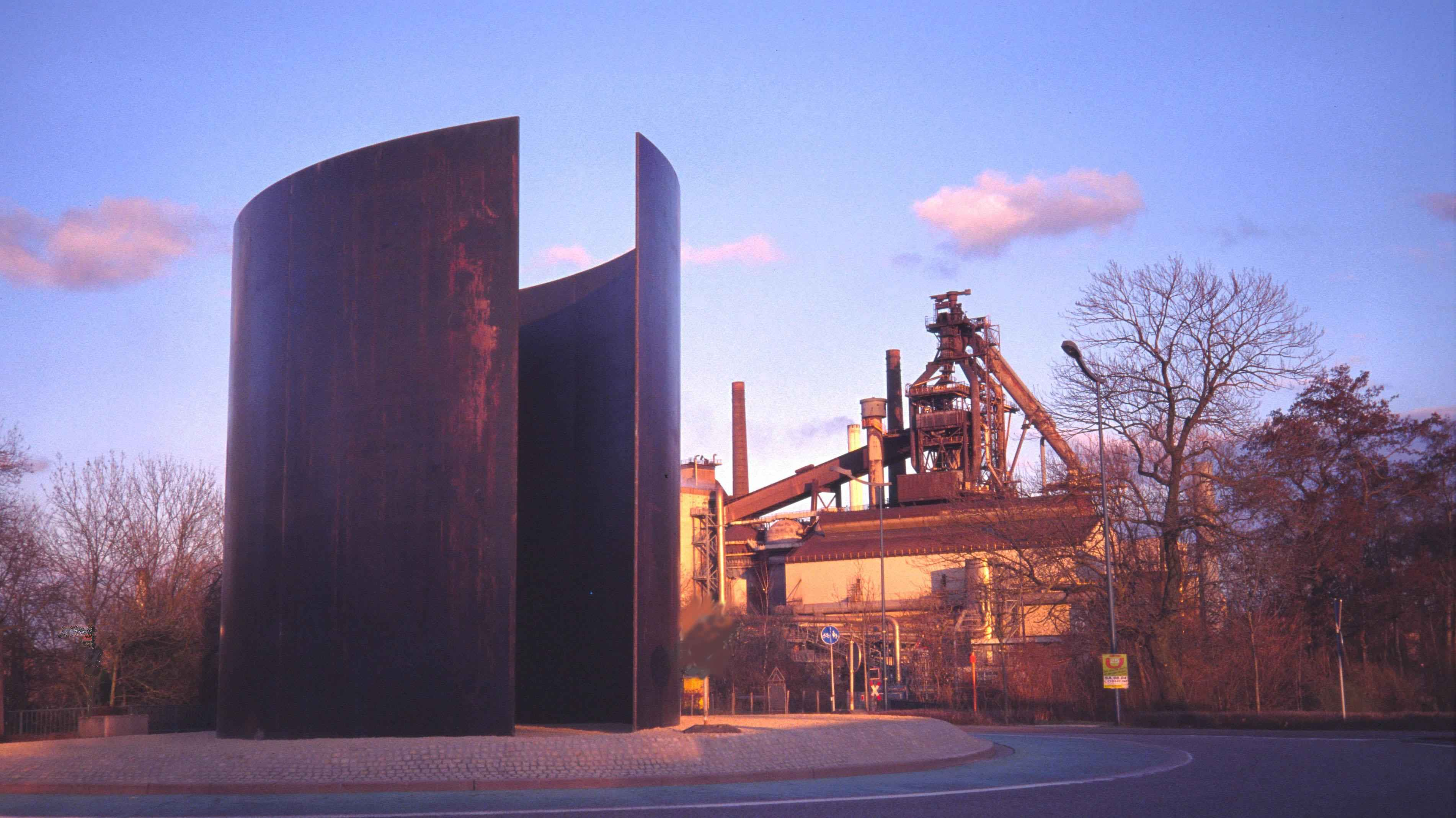
Richard Serra: Point de vue, sculpture à Dillingen (Sarre), en mars 2006.

Conçue pour le jardin des Tuileries en 1983, puis installée de 1985 à 1990 au parc de Choisy à Paris, avant d'être reléguée dans un entrepôt, Clara-Clara a été réinstallée sur son site initial en 2008 pour quelques mois. Cette œuvre est représentative des jeux d'équilibres et des perspectives entre de longues plaques d'acier. Son actuel emplacement, dans un lieu fermé qui limite la force de l'œuvre, montre bien que les sculptures de Serra sont indissociables du lieu pour lequel elles ont été créées.
Les œuvres de Richard Serra ont souvent suscité des réactions violentes. Ce fut le cas en France, à Chagny. La polémique la plus connue est celle suscitée dans les années 1980 à New York autour de sa sculpture monumentale, Tilted Arc (en), commandée en 1979 et inaugurée en 1981. À la suite d'une pétition des riverains et malgré les protestations de l'artiste, cette œuvre fut démontée en 1989.

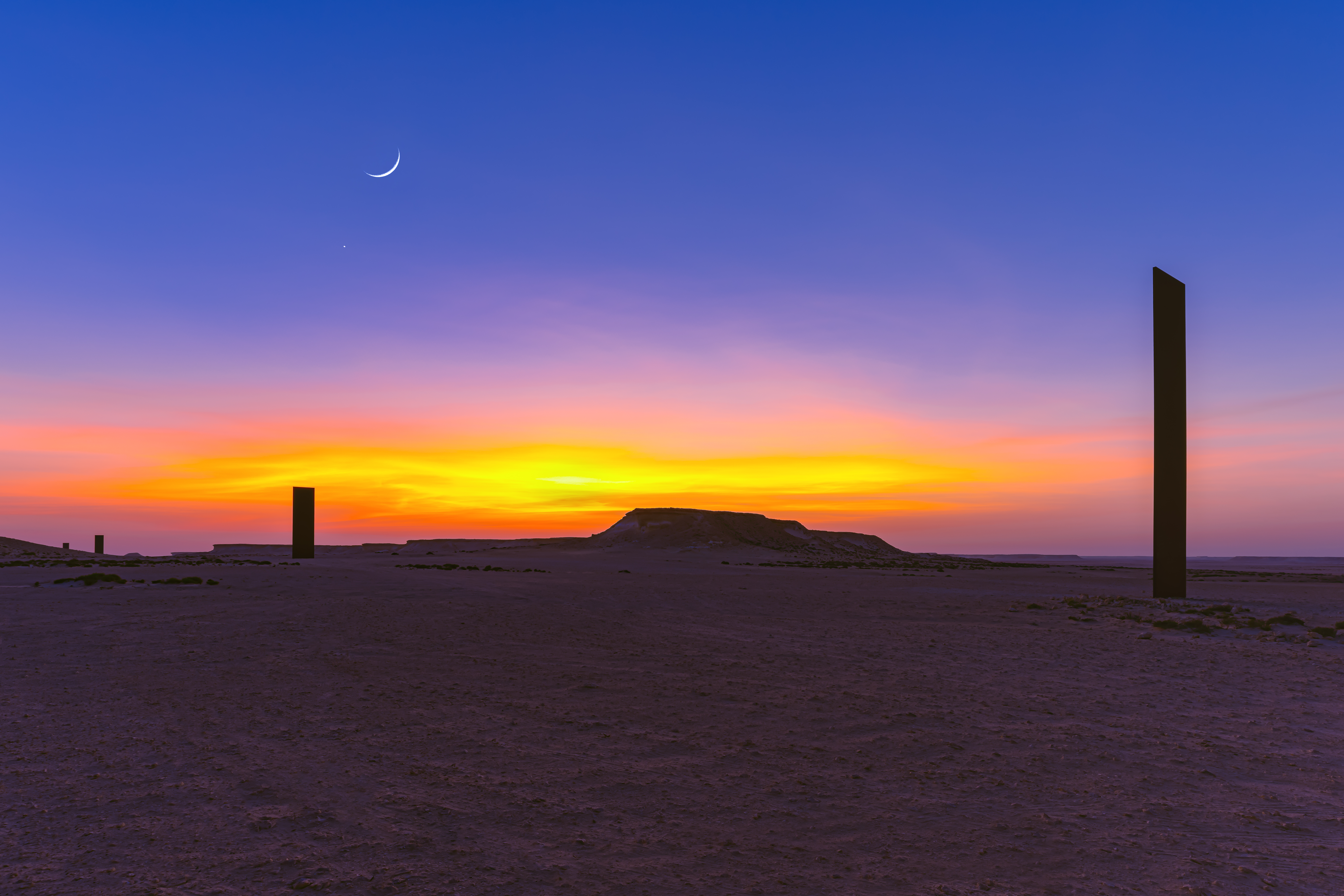
Est-Ouest/Ouest-Est au Qatar, en juillet 2021.

En 2021, il réalise une installation permanente nommée Est-Ouest/Ouest-Est, dans la réserve naturelle de Brouq au Qatar au milieu du désert, composée de quatre plaques d'acier de 15 mètres de hauteur chacune. Selon l'artiste, « ces plaques connectent les mers situées à l'est et à l'ouest de ce paysage ». Cette œuvre a été commandée par Cheikha Al-Mayassa qui dirige l'Autorité des musées du Qatar (QMA).

## Galerie d’œuvres

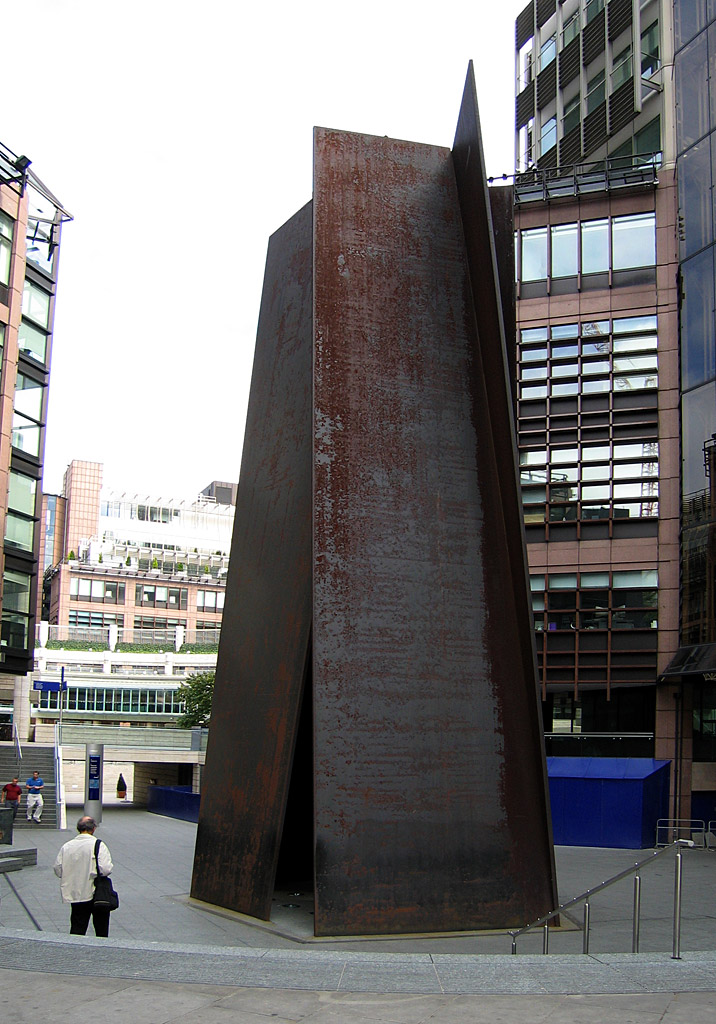
Fulcrum (1987), Broadgate, Londres
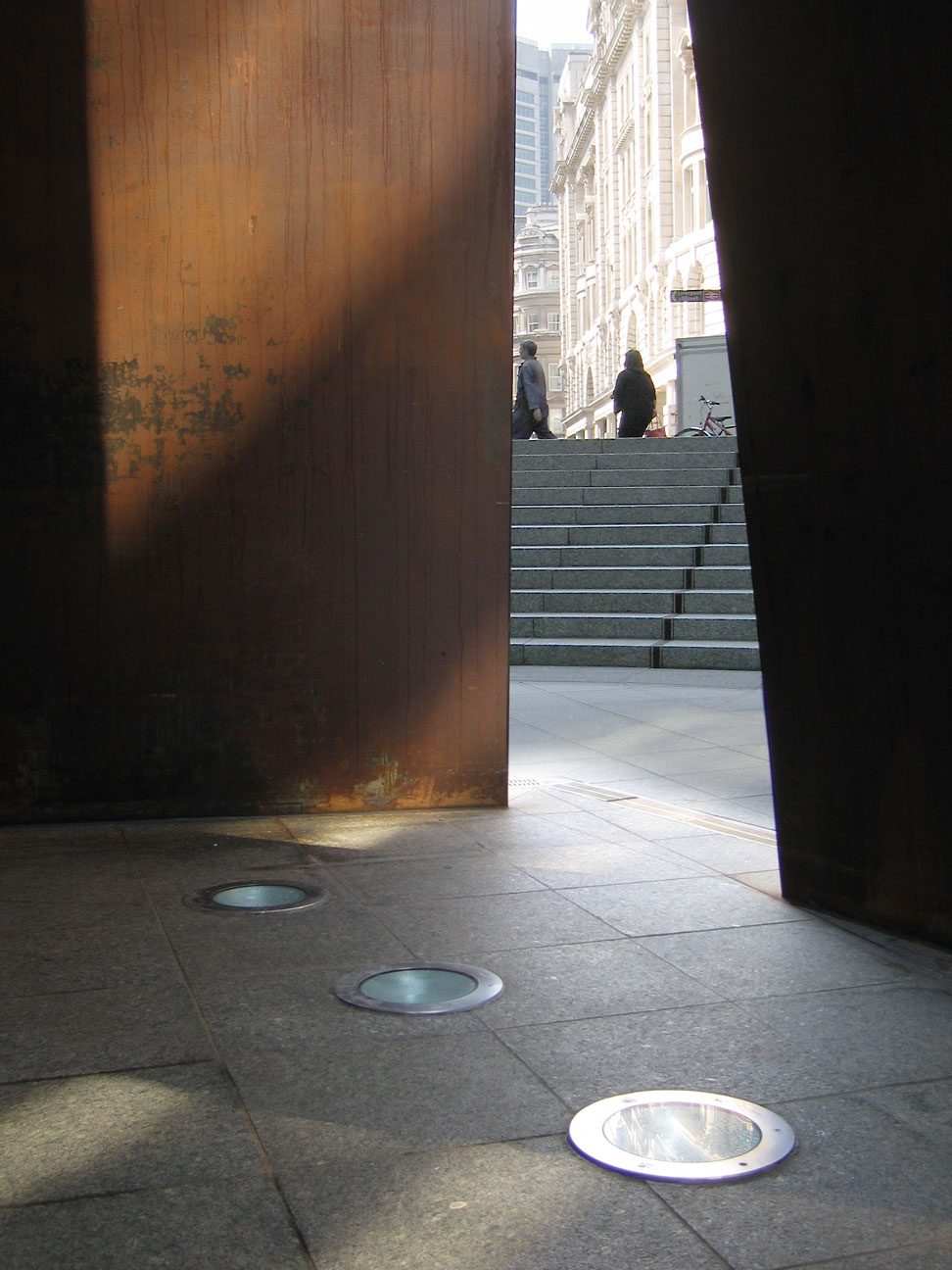
Fulcrum (1987), intérieur détail
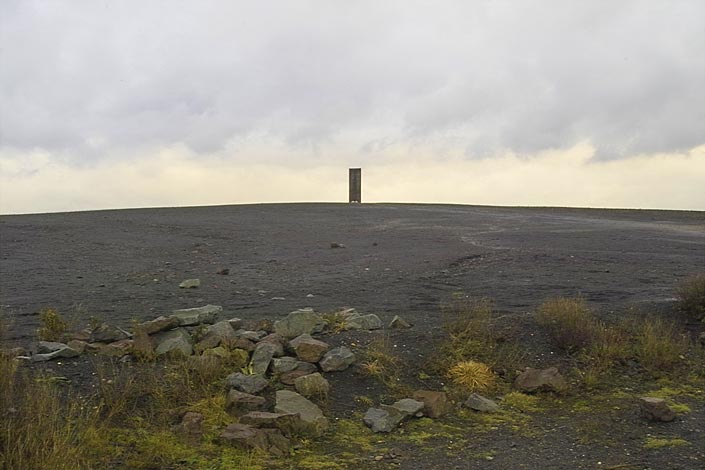
Bramme für das Ruhrgebiet, Essen
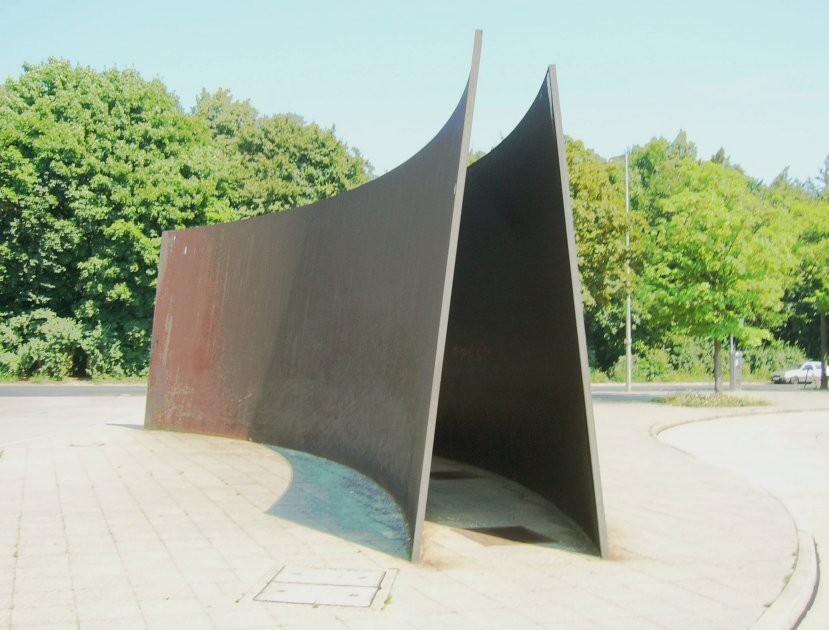
Monument aux victimes du Programme Aktion T4, Berlin
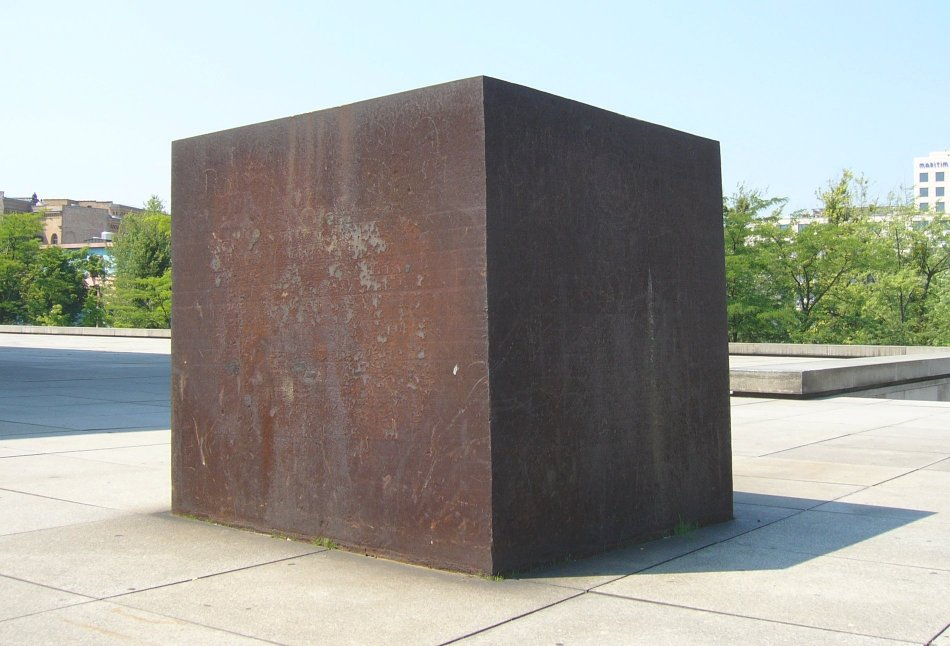
Bloc pour Charlie Chaplin, Berlin
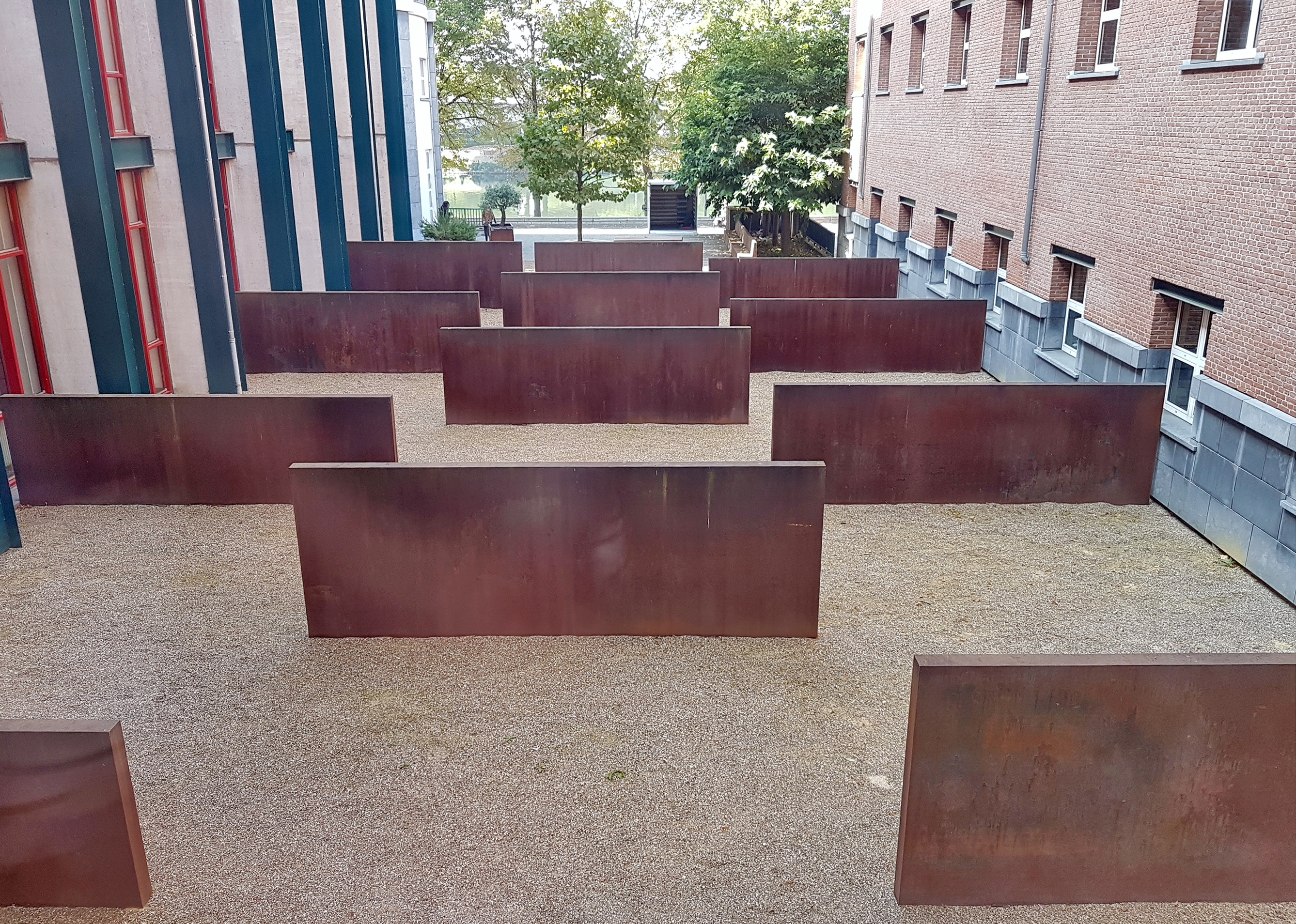
The Hours of the Day, au musée des Bons-Enfants (Bonnefantenmuseum) de Maastricht.
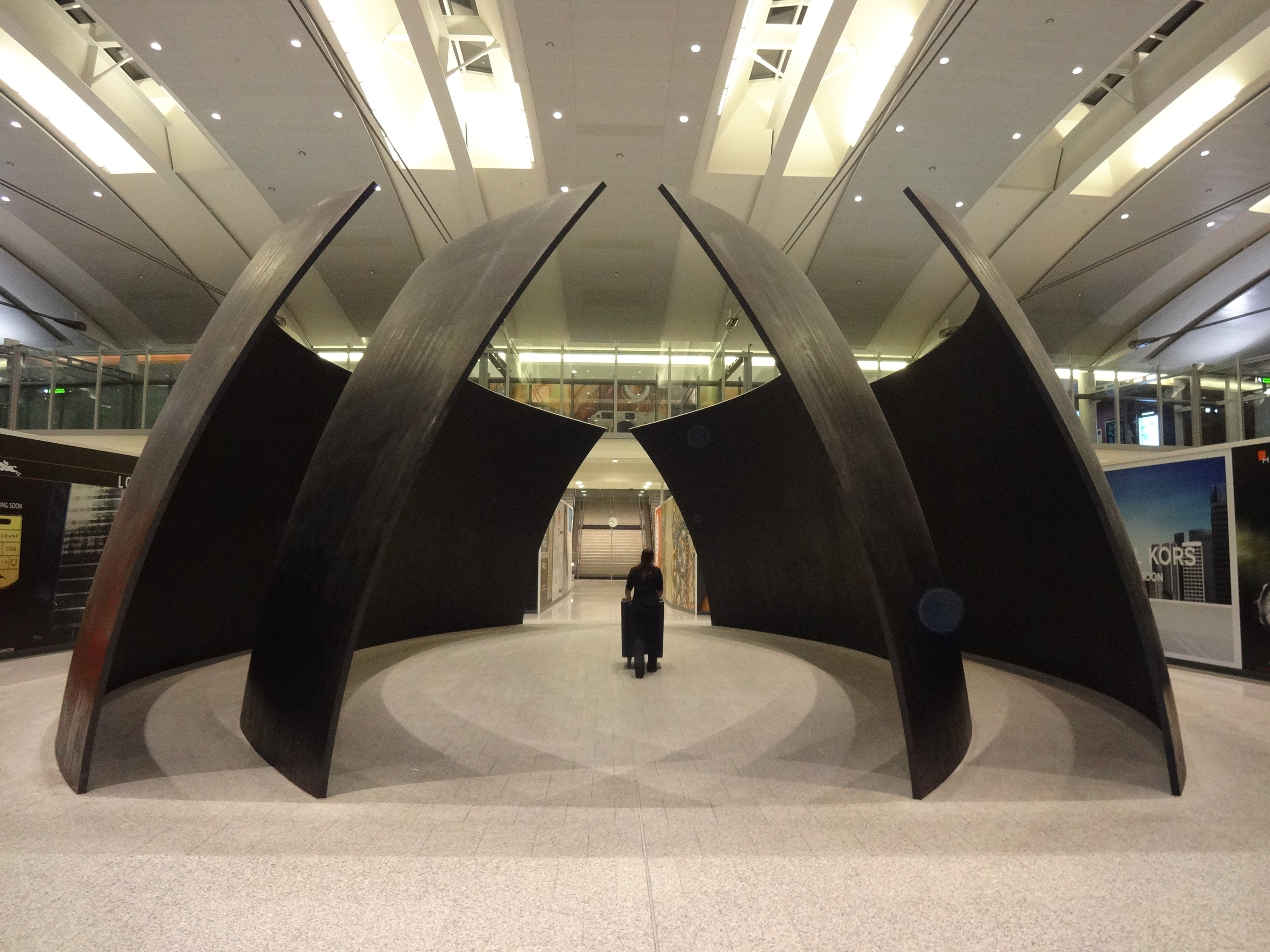
Tilted Spheres à l'aéroport international Pearson de Toronto (Terminal 1, Pier F)

## Principales expositions individuelles
- 1969 : exposition chez Leo Castelli, New York ;
- 1983 : Centre national d'art et de culture Georges-Pompidou, Paris ;
- 1985 : Exposition monographique, Le Consortium, Dijon[12].
- 1990 : « Threats of Hell », CAPC musée d'art contemporain de Bordeaux
- 2005 : « La Matière du Temps », exposition permanente au musée Guggenheim de Bilbao.
- 2007 : « Rétrospective Richard Serra » au Museum of Modern Art de New York.
- 2008 : « Promenade»  dans le cadre du cycle d'expositions Monumenta au Grand Palais, Paris.

## Décoration
- Commandeur de l'ordre des Arts et des Lettres (2008)[9].

## Prix et distinctions
- 1996 : Membre de l'Académie des arts de Berlin[1]
- 2010 : Prix Prince des Asturies des Arts[13]

## Citations
- « Pour ma part, je suis essentiellement impliqué dans un processus intellectuel qui trouve son origine dans l'ingénierie et l'architecture. Et alors cette construction mentale a été confrontée à des constructions matérielles de sorte qu'elle est devenue une critique de l'architecture[14]. »
- « Le poids est pour moi une valeur, non qu'il soit plus contraignant que la légèreté, mais j'en sais davantage sur le poids que sur la légèreté (...)[15]. »
- « Ma préoccupation est toujours de savoir comment aborder l'espace. Dans un site urbain, je vais tenir compte de la circulation, des rues, de l'architecture. Je construis une sorte de disjonction, quelque chose qui situera ce lieu et dans lequel on pénétrera au milieu de l'architecture environnante. »
- « La signification de l’installation n’existant pas en dehors de l’expérience du spectateur, chacun devient le sujet de l’installation. »
- « Quand on voit mes pièces, on ne retient pas un objet. On retient une expérience, un passage »[11].

### Document audiovisuel
- « Monumenta 2008 Richard Serra - Promenade Grand Palais », réalisateur Fodil Chabbi, musique de Pascal Dusapin, 52 min, coproduction Centre national des arts plastiques, Carlson Prod. Paris 2008
- "Hand Catching Lead" (1968) 3 min